# کایوکی سیلوا روخا
کایوکی سیلوا روخا (به پرتغالی: Caíque Silva Rocha) هافبک اهل برزیل است که در شهر سالوادور و در تاریخ ۱۰ ژانویهٔ ۱۹۸۷ به دنیا آمده‌است.
کایوکی سیلوا روخا در تیم‌های فوتبال Vitória سابقهٔ حضور دارد.